# Ґері Олдмен
Сер Ґе́рі Леонард О́лдмен (англ. Gary Leonard Oldman; нар. 21 березня 1958, Лондон) — англійський кіноактор та кінорежисер. З початку 1990-х живе та працює у США.

## Біографія
Народився 21 березня 1958 року в Лондоні (Велика Британія). Мати — Кетлін Черітон (28 листопада 1919) — домогосподарка ірландського походження. Батько — Леонард Бертрам Олдмен — моряк у минулому, працював зварником. Хлопець жив із матір'ю та двома сестрами, оскільки батько залишив родину, коли Ґері було 7 років.
Дитиною грав на піаніно та співав. Проте відмовився від музики для того, щоб виконувати обов'язки по роботі (продавав спортивне спорядження). Вступив до хлопчачої школи на Сході Лондону та в 16 років залишив школу.

## Кар'єра

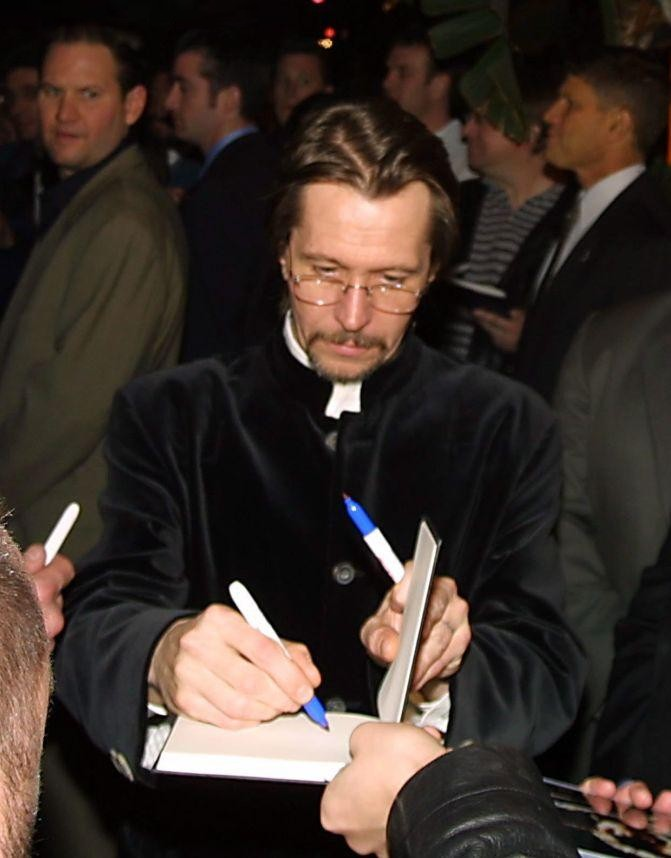
На прем'єрі фільму Гаррі Поттер та Орден Фенікса

Закінчивши коледж у 1979 році, Олдмен вісім років працював у театрі, за що удостоєний кількох нагород. Брав участь у декількох незначних телепроєктах.
У 1986 році кінорежисер Алекс Кокс запропонував Олдменові роль Сіда Вішеза, басиста гурту Sex Pistols, у фільмі «Сід і Ненсі». Цю роль вважають початком великої кар'єри Олдмена та проклала йому дорогу до Голлівуду. Для ролі актор скинув вагу, і навіть був на деякий час госпіталізований.
Після фільму «Сід і Ненсі» до Олдмена прийшла популярність. Він починає зніматися в культових фільмах: роль драматурга Джо Ортона (фільм «Нагостріть ваші вуха» (1987)).
Ролі 90-х років вважають найуспішнішими для його кар'єри. У 1992 році його затвердили на роль графа Дракули в романтично-жахливому блокбастері Френсіса Форда Копполи (за цю роль він здобув премію Сатурн — номінація «Найкращий актор»). Із цього часу Олдмана вважають найкращим актором, що втілює в життя образи найбільших лиходіїв. Пізніше він зіграв сутенера у фільмі «Справжнє кохання» (1993) та корумпованого працівника Управління по боротьбі із наркотиками у стрічці «Леон» (1994), тирана у «П'ятому елементі» (1997).
Відомий також як актор, що володіє багатьма акцентами: грав трансильванського графа Дракулу, славетного німецького композитора Бетховена, що народився у Відні, та російського терориста Івана Коршунова в 1997 році.
У 2000 році з'явився в ролі ревного республіканського конгресмена Шелдона Раяна в стрічці «Претендент» (також виступив як режисер фільму).
У 2001 році працював у стрічці «Ганнібал», зіграв Мейсона Верджера — єдину живу жертву Ганнібала Лектора. Проводив у гримерці по шість годин на добу для того, щоб досягти необхідної схожості із героєм.
Того ж року здобув нагороду «Еммі» за епізодичну роль у серіалі «Друзі». Там зіграв Річарда Кросбі, педантичного актора, який вчив Джої Тріббіані (Метт Леблан), що справжній актор плюється під час знімання фільму. Пізніше герой Олдмена напився під час перерви між зйомками, тому Джої не міг вчасно потрапити на весілля своїх друзів Моніки та Чендлера.
У фільмі «Гаррі Поттер і в'язень Азкабану» Ґері Олдмена ухвалили на роль хрещеного батька головного героя — Сіріуса Блека. Під час знімання Олдмен та виконавець Гаррі Поттера Деніел Редкліфф знайшли спільну мову та стали близькими.
У 2005 році Олдмен знявся у стрічці «Бетмен: Початок».
Разом із Джимом Керрі у 2009 році працював над новою версією фільму «Різдвяна історія» («A Christmas Carol»), де зіграв три ролі. Також був затверджений на виконання ролі у трилері «Ненароджений», що побачив світ у 2009 році.

## Популярність
Багато відомих акторів, таких як Бред Пітт, Денієл Редкліфф, Крістіан Бейл називали Олдмена своїм найулюбленішим актором.

## Особисте життя

### Сім'я
Ґері Олдмен був одружений п'ять разів:
- з акторкою Леслі Менвілл (англ. Lesley Manville; 1987—1990);
- з акторкою Умою Турман (англ. Uma Thurman; 1990—1992);
- з фотографом Донею Фіорентіно (англ. Donya Fiorentino; 1997—2001);
- зі співачкою і акторкою Александрою Еденборо (англ. Alexandra Edenborough; 2008—2015)[5][6]
- з письменницею і куратором Жизель Шмідт (англ. Gisele Schmidt; 2017 — цей час)[7]

У актора є троє синів:
- Алфі (нар. 1988, від Леслі Менвілл),
- Ґулівер Флінн (нар. 1997, від Доні Фіорентіно),
- Чарлі Джон (нар. 1999, від Доні Фіорентіно)[9]

Сестра Ґері Олдмена — актриса Морін Олдмен (більш відома під псевдонімом Лейла Морс), славнозвісна роль якої — Мо Гарріс в «мильній опері» каналу BBC «Жителі Іст-енду». Морс також грала в режисерському дебюті брата «Не ковтати».

### Скандали
У актора були неприємності і з законом: 8 серпня 1991 року він був заарештований за керування автомобіля у п'яному стані разом з актором Кіфером Сазерлендом.
Проблеми Олдмена з алкоголем були добре відомі на початку 1990-х років: він почав лікуватись від алкоголізму у 1995 році.. У подальших інтерв'ю Олдмен визнавав свої проблеми з алкоголем, і в інтерв'ю 2001 року американському тележурналістові Чарлі Роузену сказав, що остаточно вилікувався.

## Фільмографія
| Рік       |    | Українська назва                              | Оригінальна назва                                 | Роль                          |
| --------- | -- | --------------------------------------------- | ------------------------------------------------- | ----------------------------- |
| 1982      | ф  | Пам'ять                                       | Remembrance                                       | Деніел                        |
| 1983      | тф | Тим часом                                     | Meantime                                          | Коксі                         |
| 1986      | ф  | Сід та Ненсі                                  | Sid and Nancy                                     | Сід Вішез                     |
| 1987      | ф  | Нагостріть ваші вуха                          | Prick Up Your Ears                                | Джо Ортон                     |
| 1988      | ф  | Шлях 29                                       | Track 29                                          | Мартін                        |
| 1988      | ф  | Злочинний закон                               | Criminal Law                                      | Бен Чейз                      |
| 1988      | ф  | Ми думаємо лише про тебе                      | We Think the World of You                         | Джонні                        |
| 1989      | тф | Фірма                                         | The Firm                                          | Бекс Бісселл                  |
| 1989      | ф  | Чаттахучи                                     | Chattahoochee                                     | Еметт Фоулі                   |
| 1990      | ф  | Розенкранц та Гільденстерн мертві             | Rosencrantz & Guildenstern Are Dead               | Розенкранц                    |
| 1990      | ф  | Стан несамовитості                            | State of Grace                                    | Джекі Фленнері                |
| 1990      | ф  | Генрі та Джун                                 | Henry & June                                      | Поп                           |
| 1991      | ф  | Джон Ф. Кеннеді. Постріли в Далласі           | JFK                                               | Лі Гарві Освальд              |
| 1992      | ф  | Дракула                                       | Bram Stoker's Dracula                             | Дракула                       |
| 1993      | ф  | Справжнє кохання                              | True Romance                                      | Дрексл Спайві                 |
| 1993      | ф  | Ромео спливає кров'ю                          | Romeo Is Bleeding                                 | Джек Грімальді                |
| 1994      | ф  | Леон                                          | Léon                                              | Норман Стенсфілд              |
| 1994      | ф  | Безсмертна кохана                             | Immortal Beloved                                  | Людвіг ван Бетховен           |
| 1995      | ф  | Вбивство першого ступеня                      | Murder in the First                               | Мільтон Гленн                 |
| 1995      | ф  | Червона літера                                | The Scarlet Letter                                | Артур Діммесдейл              |
| 1996      | ф  | Баскія                                        | Basquiat                                          | Альберт Майло                 |
| 1997      | ф  | П'ятий елемент                                | The Fifth Element                                 | Жан-Батист Еммануель Зорг     |
| 1997      | ф  | Літак президента                              | Air Force One                                     | Іван Коршунов                 |
| 1998      | ф  | Загублені у космосі                           | Lost in Space                                     | д-р Захарія Сміт              |
| 1998      | мф | Чарівний меч: В пошуках Камелота              | Quest for Camelot                                 | сер Рубер                     |
| 1999      | тф | Ісус. Бог і людина                            | Jesus                                             | Понтій Пілат                  |
| 2000      | ф  | Претендент                                    | The Contender                                     | Шелдон Руньон                 |
| 2001      | с  | Друзі                                         | Friends                                           | Річард Кросбі                 |
| 2001      | ф  | Ганнібал                                      | Hannibal                                          | Мейсон Верджерио              |
| 2001      | ф  | Нічийне немовля                               | Nobody's Baby                                     | Бафорд Білл                   |
| 2002      | ф  | Траса 60                                      | Interstate 60                                     | О. Б. Ґрант                   |
| 2002      | кф | Обігнати диявола                              | The Hire: Beat The Devil                          | диявол                        |
| 2003      | ф  | Маленькі пальчики                             | Tiptoes                                           | Рольф                         |
| 2004      | ф  | Помста                                        | Sin                                               | Тренч                         |
| 2004      | ф  | Гаррі Поттер та в'язень Азкабану              | Harry Potter and the Prisoner of Azkaban          | Сіріус Блек                   |
| 2004      | ф  | Дохла риба                                    | Dead Fish                                         | Лінч                          |
| 2004      | ф  | Хто Кайл                                      | Who's Kyle?                                       | Скаузена                      |
| 2005      | ф  | Бетмен: Початок                               | Batman Begins                                     | Джеймс Гордон                 |
| 2005      | ф  | Гаррі Поттер та Кубок вогню                   | Harry Potter and the Goblet of Fire               | Сіріус Блек                   |
| 2006      | ф  | Глушина                                       | Bosque de sombras                                 | Пол                           |
| 2007      | ф  | Гаррі Поттер та Орден Фенікса                 | Harry Potter and the Order of the Phoenix         | Сіріус Блек                   |
| 2008      | ф  | Темний лицар                                  | The Dark Knight                                   | Джеймс Гордон                 |
| 2009      | ф  | Ненароджений                                  | The Unborn                                        | Реббіт Джозеф Сендак          |
| 2009      | ф  | Рейн Фолл                                     | Rain Fall                                         | Вільям Гольцер                |
| 2009      | ф  | Різдвяна історія                              | A Christmas Carol                                 | Боб Кретчит/Джейкоб Марлі/Тім |
| 2009      | мф | Планета 51                                    | Planet 51                                         | генерал Гроул                 |
| 2010      | ф  | Книга Ілая                                    | The book of Eli                                   | Карнегі                       |
| 2011      | ф  | Червона шапочка                               | Girl with the Red Riding Hood, The                | отець Соломон                 |
| 2011      | мф | Панда Кунг-Фу 2                               | Kung Fu Panda 2                                   | Лорд Шень                     |
| 2011      | ф  | Гаррі Поттер і смертельні реліквії: частина 2 | Harry Potter and the Deathly Hallows: Part 2      | Сіріус Блек                   |
| 2011      | ф  | Шпигун, вийди геть!                           | Tinker, Tailor, Soldier, Spy                      | Джордж Смайлі                 |
| 2011      | ф  | Зброя, дівчата й азарт                        | Guns, Girls and Gambling                          | Елвіс                         |
| 2012      | ф  | Найп'янкіший округ у світі                    | Lawless                                           | Флойд Беннер                  |
| 2012      | ф  | Темний лицар повертається                     | The Dark Knight Rises                             | Джеймс Гордон                 |
| 2013      | ф  | Параноя                                       | Paranoia                                          | Ніколас Ваятт                 |
| 2014      | ф  | Робокоп                                       | RoboCop                                           | доктор Деннетт Нортон         |
| 2014      | ф  | Світанок планети мавп                         | Dawn of the Planet of the Apes                    | Дрейфус                       |
| 2015      | ф  | Номер 44                                      | Child 44                                          | генерал Тимур Нестеров        |
| 2015      | ф  | Війна                                         | Man Down                                          | капітан Пейтон                |
| 2016      | ф  | Злочинець                                     | Criminal                                          | Квакер Веллс                  |
| 2017      | ф  | Космос між нами                               | The Space Between Us                              | Натаніель Шеферд              |
| 2017      | ф  | Тілоохоронець кілера                          | The Hitman's Bodyguard                            | Владислав Духнович            |
| 2017      | ф  | Темні часи                                    | Darkest Hour                                      | Вінстон Черчілль              |
| 2018      | ф  | Тау                                           | Tau                                               | Тау                           |
| 2018      | ф  | Хантер-Кіллер                                 | Hunter Killer                                     | Чарльз Донеган                |
| 2019      | ф  | Клуб анонімних кілерів                        | Killers Anonymous                                 | чоловік                       |
| 2019      | ф  | Прокляття «Мері»                              | Mary                                              | Девід Грір                    |
| 2019      | ф  | Пральня                                       | The Laundromat                                    | Юрген Моссак                  |
| 2019      | ф  | Кур'єр                                        | The Courier                                       | Єзекіл Меннінгс               |
| 2020      | ф  | Манк                                          | Mank                                              | Герман Манкевич               |
| 2021      | ф  |                                               | Crisis                                            | доктор Тайрон Брауер          |
| 2021      | ф  | Жінка у вікні                                 | The Woman in the Window                           | Елістер Рассел                |
| 2022      | тф | Повернення до Гоґвортсу                       | Harry Potter 20th Anniversary: Return to Hogwarts | у ролі самого себе            |
| 2022—2025 | с  | Повільні коні                                 | Slow Horses                                       | Джексон Лемб                  |
| 2023      | ф  | Оппенгеймер                                   | Oppenheimer                                       | Гаррі Трумен                  |
| 2024      | ф  | Партенопа                                     | Parthenope                                        | Джон Чівер                    |